# Leichtathletik-Weltmeisterschaften der Behinderten 2011/Teilnehmer (Norwegen)
| stlisierte Goldmedaille | stlisierte Silbermedaille | stlisierte Bronzemedaille |
| ----------------------- | ------------------------- | ------------------------- |
| —                       | 1                         | —                         |

Aus Norwegen war ein Athlet bei den Leichtathletik-Weltmeisterschaften der Behinderten 2011 vertreten, der eine Silbermedaille errang.

## Ergebnisse

### Männer
| Athleten        | Wettbewerb    | Vorlauf / Vorkampf | Vorlauf / Vorkampf | Halbfinale   | Halbfinale | Finale       | Finale |
| Athleten        | Wettbewerb    | Zeit / Weite       | Rang               | Zeit / Weite | Rang       | Zeit / Weite | Rang   |
| --------------- | ------------- | ------------------ | ------------------ | ------------ | ---------- | ------------ | ------ |
| Runar Steinstad | Speerwurf F42 | –                  | –                  | –            | –          | 44,39 m      |        |